# Life Is Wild
Life Is Wild é série de televisão americana adaptado por Michael Rauch, George Faber e Charlie Pattinson do popular drama britânico Wild at Heart. É sobre um veterinário de Nova York que leva sua segunda esposa e seus dois filhos para uma reserva de caça sul-africana dirigida por seu ex-sogro. Produzida pela CBS Paramount Network Television, pela Warner Bros. Television e pela Company Pictures, a série foi oficialmente patrocinada pela The CW e recebeu um pedido de treze episódios em 15 de maio de 2007. A série estreou em 7 de outubro de 2007, e foi ao ar todos os domingos à noite, às 8:00 PM Eastern/7:00 PM Central, após uma repetição de Aliens in America. No Canadá, no canal de TV paga E! como uma substituição no meio da temporada. Na Europa, na TV por assinatura no Reino Unido, no canal Hallmark e na Grécia, em 1º de agosto de 2011, na Skai TV. Na América do Sul, no canal Warner, da TV paga. Nos dias úteis da Nova Zelândia durante o período de férias de Natal de 2009 na TV3 em um horário de dia.
A série foi cancelado em fevereiro de 2008 devido à baixa audiência.

## Enredo
Danny Clarke (D.W. Moffett) é um veterinário de Nova York que não consegue se acostumar com o ritmo de vida acelerado que tem que levar morando na Big Apple. Agora que tenta refazer sua vida com uma nova esposa, Jo Weller Clarke (Stephanie Niznik), o caos da selva de concreto dificulta cada vez mais a tarefa de manter a família unida. Por este motivo, Danny decide renunciar à balbúrdia da cidade e se muda para uma reserva animal na África do Sul, levando consigo toda a sua família. Agora, a família terá um ano inteiro para si mesma em meio a tantas paisagens inimagináveis, enquanto aprender a trabalhar unidos como uma família deve ser e a respeitar a beleza e a grandiosidade da natureza.

## Elenco

### Principal
- Leah Pipes – Katie Clarke
- D. W. Moffett – Danny Clarke[5]
- Stephanie Niznik – Jo Weller-Clarke[6]
- Andrew St. John – Jesse Weller
- David Butler – Art
- K'Sun Ray – Chase Clarke
- Calvin Goldspink – Oliver Banks
- Tiffany Mulheron – Emily Banks
- Mary Mouser – Mia Weller

### Recorrente
- Atandwa Kani – Tumelo
- George Jackos – Colin Banks
- Shannon Esra – Lauren
- Precious Kofi – Mbali

Brett Cullen e Judith Hoag foram originalmente escalados como Danny Clarke e Jo Clarke respectivamente, mas os papéis foram reformulados em junho e julho de 2007. Jeremy Sheffield também originalmente foi escalado para o papel recorrente de Colin Banks, mas foi substituído por George Jackos quando o programa recebeu uma ordem de série.

## Episódios
| # | Título                          | Dirigido por         | Escrito por                   | Exibição original      | Cod. de Produção |
| --- | ------------------------------- | -------------------- | ----------------------------- | ---------------------- | ---------------- |
| 1 | "Pilot"                         | Bryan Gordon         | Michael Rauch                 | 7 de outubro de 2007   | 100              |
| Um veterinário, Danny Clarke, leva sua família para longe de Nova York para passar um ano em uma reserva animal chamada O Antílope Azul, no coração da África do Sul. Enquanto a família demonstra insatisfação e irritação, Danny quer fazer o bem para as pessoas e para os animais. |                                 |                      |                               |                        |                  |
| 2 | "Ubuntu"                        | James Steven Sadwith | Michael Rauch                 | 14 de outubro de 2007  | 101              |
| No primeiro dia de aula na Peacanwood International School, Katie está bastante animada em contar com a ajuda das garotas populares, Emily e Lauren, para escrever um poema em Zulu como parte de um trabalho escolar. Enquanto isso, Lauren fica com ciúmes quando Oliver torna-se amigo de Katie. Para se vingar, Lauren convida Katie para um show mas dá à garota o endereço errado. Jesse não quer seguir as regras bastante rígidas da escola e junto com Oliver vai ao ponto de encontro mais popular entre os jovens de lá, o Ant Hill. Em seu primeiro dia de trabalho, Danny percebe que os animais estão misteriosamente ficando doentes e começa a investigar. Enquanto isso, Jo decide pedir a ajuda de Art para renovar o O Antílope Azul. |                                 |                      |                               |                        |                  |
| 3 | "Open for Business"             | Brian Grant          | Sue Tenney                    | 21 de outubro de 2007  | 102              |
| O Antílope Azul está pronto para os negócios e muito rapidamente conquista seus primeiros hóspedes. Enquanto Katie faz o teste para o musical da escola, ela fica surpresa ao descobrir que Oliver e Tumelo também cantam. Jesse consegue um emprego no Ant's Hill. Danny continua sua investigação sobre a misteriosa doença que atingiu as zebras e gnus. Jo e Art descobrem que será preciso muita paciência e tempo para manter um hotel ecologicamente correto. |                                 |                      |                               |                        |                  |
| 4 | "Heritage Day"                  | Ed Fraiman           | Dana Baratta                  | 28 de outubro de 2007  | 103              |
| É feriado na África do Sul, o Heritage Day. Katie quer ir a uma festa com Oliver e Emily, mas ela é convidada para uma celebração típica na cidade. Danny e Jo decidem ir à celebração com Chase e Mia. |                                 |                      |                               |                        |                  |
| 5 | "Bad to the Bone"               | Brain Grant          | Raven Metzner & Stu Zicherman | 4 de novembro de 2007  | 104              |
| Danny e Jo deixam as tarefas domésticas da casa para Katie e Jesse fazerem. Mas, eles fogem das tarefas: Katie vai a um bar com Oliver e termina não pagando a conta, o que faz com que os dois sejam levados para a cadeia. |                                 |                      |                               |                        |                  |
| 6 | "Games People Play"             | James Steven Sadwith | Elizabeth Hunter              | 11 de novembro de 2007 | 105              |
| Jesse está escalando uma montanha com James, um hóspede do The Blue Antelope, mas ele perde o equilíbrio, cai e se machuca. Katie está muito animada por saber que vai haver um jogo beneficente de futebol entre meninos e meninas. O jogo causa tensão entre ela e Oliver, pois Oliver representa os garotos na disputa. Jesse consegue seu emprego de volta. |                                 |                      |                               |                        |                  |
| 7 | "The Heart Wants What It Wants" | Ed Fraiman           | Maggie Bandur                 | 18 de novembro de 2007 | 106              |
| O primeiro casamento da série acontece no The Blue Antelope, com Katie e Jo organizando a festa. Katie descobre um segredo sobre o pai de Oliver, e eles acabam se afastando. Danny encontra um elefante doente e pede a ajuda de Tumelo. Logo eles descobrem que o elefante está apaixonado por uma girafa. |                                 |                      |                               |                        |                  |
| 8 | "Animal House"                  | Brain Grant          | Michael Rauch                 | 2 de dezembro de 2007  | 107              |
| Jo e Danny participam de um congresso de hoteleiros e, relutantemente, deixam Jesse e Katie no comando do The Blue Antelope. Jesse convida Emily e alguns dos amigos dela para passar o fim de semana no hotel, mas logo a reunião se transforma em uma festa totalmente fora de controle. Oliver e Katie são interrompidos no meio de uma conversa séria quando Stella, uma leoa, decide participar da festa. |                                 |                      |                               |                        |                  |
| 9 | "The Code"                      | Ed Fraiman           | Sue Tenney                    | 9 de dezembro de 2007  | 108              |
| Katie, Oliver, Emily e Tumelo formam um grupo de estudos para se prepararem para as provas. Jesse, que está quase reprovando, pede a ajuda de Katie, mas acaba sendo acusada de colar na prova. Os hóspedes do The Blue Antelope estão ansiosos para participar de uma caçada na savana, um serviço que não é oferecido no hotel de Danny e Jo. Por isso, os turistas decidem se hospedar no hotel rival. Danny e Art dão o melhor de si para proteger o leão branco, que representa o espírito da África, e são marcados pelos caçadores. |                                 |                      |                               |                        |                  |
| 10 | "Rescue Me"                     | Brain Grant          | Dana Baratta                  | 6 de janeiro de 2008   | 109              |
| Katie, Jesse, Oliver, Emily e Tumelo se juntam a seus colegas em uma aventura no mato. Jesse se rebela contra o conselheiro e se recusa a participar de qualquer atividade, mas os outros partem para a trilha. |                                 |                      |                               |                        |                  |
| 11 | "Love Life"                     | Ed Fraiman           | Jennifer Levin                | 20 de janeiro de 2008  | 110              |
| Katie faz amizade com a conselheira (Tema Sebopedi) de um grupo de apoio HIV positivo, e ela tem dúvidas sobre sua separação de Oliver. Enquanto isso, Emily confronta Jesse quando ele passa muito tempo com Mbali; e um inspetor visita o Blue Antelope e revela que não está de acordo com os padrões ecológicos. |                                 |                      |                               |                        |                  |
| 12 | "P.O.C."                        | James Steven Sadwith | Michael Rauch                 | 27 de janeiro de 2008  | 111              |
| Katie e Tumelo passam por um rompimento e descobrem que o relacionamento deles é muito especial; e Jesse ajuda Mbali a encontrar forças para cancelar seu noivado. |                                 |                      |                               |                        |                  |
| 13 | "Home"                          | Brian Grant          | D.E. Klerk                    | 3 de fevereiro de 2008 | 112              |
| Por insistência de Art, Danny tenta introduzir um leão macho no orgulho do Antílope Azul, mas o plano dá errado e ambos os homens ficam gravemente feridos. Enquanto isso, Jesse decide que ele quer voltar para Nova York, mas Katie tenta persuadi-lo a ficar. |                                 |                      |                               |                        |                  |